# Lepidophthalmus manningi
Lepidophthalmus manningi is een tienpotigensoort uit de familie van de Callianassidae. De wetenschappelijke naam van de soort is voor het eerst geldig gepubliceerd in 2000 door Feder & Staton.